# Viking (skib)
 For alternative betydninger, se Viking (flertydig). (Se også artikler, som begynder med Viking)
Viking er en rekonstruktion af vikingeskibet Gokstadskibet, som stammer fra vikingetiden, og som blev fundet i en gravhøj nær Sandefjord i Norge 1880. Viking var en del af World's Columbian Exposition i Chicago i 1893. I dag findes det i Chicago Park District.

## Historie
Skibet blev bygget på Rødsverven skibsværft i Sandefjord, Norge. Konstruktionen blev udført af den norske værfts- og skibsejer Christen Christensen sammen med Ole Wegger (1859-1936), der var direktør for Framnæs Mekaniske Værksted. Skibet fik navnet Viking. Det blev sejlet af kaptajn Magnus Andersen (1857-1938) og en besætning på 11 mand fra Bergen i Norge.
Viking sejlede til Nordamerika via Newfoundland og New York, op til Hudson River, igennem Eriekanalen og ind i de Store søer til Chicago, hvor World's Columbian Exposition foregik i 1893 til minde om Christoffer Columbus' opdagelse af Amerika. Carter Harrison Sr., Chicagos borgmester, gik ombord og deltog i den sidste del af rejsen, der ankom til Jackson Park onsdag d. 12. juli, 1893.
Efter udstillingen i 1893 sejlede Viking ned af Mississippi til New Orleans og overvintrede here. Da skibet vendte tilbage til Chicago blev det første placeret ved siden af Field Columbian Museum (nu Museum of Science and Industry) i Chicago, og herefter i Lincoln Park indhegnet og under overdække. I 1920 blev skibet restaureret af Federation of Norwegian Women's Societies.
I 1925 blev der udstedt en række frimærker for at fremme Norse-American Centennial i St. Paul, Minnesota, Arrangementet hyldede 100-året for den norske immigration til USA. Et af disse frimærker havde en illustration af Viking baseret på et fotografi taget i 1893. Illustratoren inkluderede et amerikansk flag fra boven på skibet.

## Nuværende udstilling
I 1994 blev Viking flyttet fra placeringen i Lincoln Park, for at gøre plads til en udvidelse af Lincoln Park Zoo. Med penge indsamlet fra det skandinavisk-amerkinske samfund blev skibet flyttet til en lagerbygning i West Chicago, og herefter til Good Templar Park i Geneva i Illinois, hvor det blev beskyttet under en baldakin. Hovedet og halen fra skibet blev placeret i Chicago på Museum of Science and Industry. I 2007 listede Landmarks Illinois skibet som et af de 10 mest truede vartegn i staten. I 2008 blev Preservation Partners of the Fox Valley anerkendt af Landmarks Illinois og Richard H. Driehaus Foundation til at indsamle fondsmidler til ta renovere skibet. Samme år gav American Express penge til projektet i samarbejde med National Trust for Historic Preservation.
I 2012 blev ejerskabet af Viking overført fra Chicago Park District til Friends of the Viking Ship, som var blevet etableret for at vedligeholde skibet. I 2013 og 2014 blev der udført udbedringer og forbedringer på udstillingen. Der blev indsat yderligere støtte til kølen, og de mange nagler, der holder skibet sammen, blev renset og forseglet for at forhindre tæring.

## Galleri
- Teltet der beskytter Viking
- Skibet set fra side.
- Indenfor i teltet mod forenden.
- Indenfor i teltet mod bagenden.
- Skibet forfra